# 徐煥然
徐焕然，字晋叔，号桐村。浙江海鹽縣人，清朝翰林、畫家。

## 生平
雍正二年（1724年）甲辰科进士，榜姓羊。選庶吉士，官翰林院编修。善画山水，有倪瓒笔意。